# Asokavadana

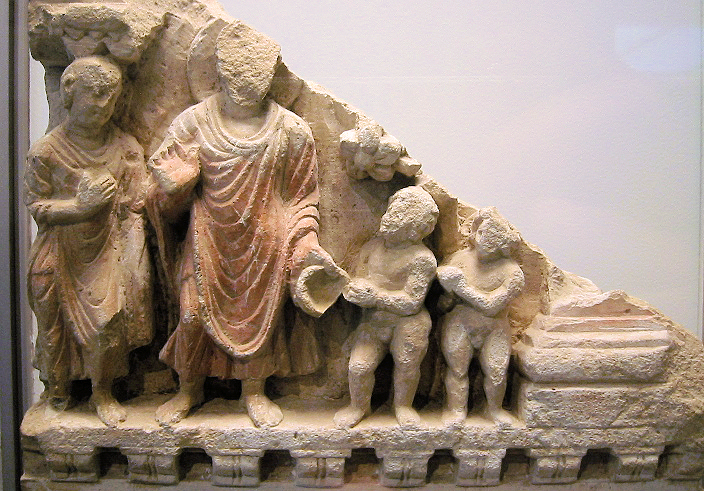
O Presente do Pó, Gandara, 2nd century CE. Musee Guimet (Paris)

O Asokavadana ou Ashokavadana (sânscrito: अशॊकवदन, "Narrativa de Asoka") é um documento do século II a.C. relacionado à lenda do imperador máuria Asoca, o Grande. A lenda foi traduzida para o chinês por Fa Hien em 300 a.C.
O Asokavadana é essencialmente similar aos relatos de Asoca contidos no Diviavadana ("Narrativa Divina"), sugerindo uma origem similar.
O Asokavadana é um relato do nascimento do rei Asoca. De acordo com a lenda, o nascimento de Asoca foi previsto pelo Buda, na história "O Presente do Pó":
"Cem anos após a minha morte, haverá um imperador de nome Asoca em Pataliputra. Ele governará um dos quatro continentes e adornará Jambudvipa com as minhas relíquias, construindo oitenta e quatro mil estupas para o bem das pessoas. Ele fará com que sejam honradas por deuses e por homens. A sua fama será difundida. O seu presente meritório foi somente esse: Jaya jogou um punhado de pó na tigela de Tathaagata.". Dizeres de Buda segundo o Asokavadana.
Após essa profecia, o Asokavadana diz que Asoca finalmente nasceu como o filho do imperador máuria Bindusara de uma rainha relativamente pouco importante, filha de um brâmane pobre que a introduziu ao harém do imperador, porque tinha sido previsto que o seu filho seria um grande governante. Apesar de ela ter sido de uma linhagem sacerdotal, o fato de não ter sido real por nascimento fez dela uma consorte de muito baixo status no harém.
O Asokavadana também é geralmente citado pela sua descrição do rei sunga Pusiamitra Sunga, de 180 a.C., como um inimigo da fé budista, que, antes dele, era apoiada pelo Império Máuria:
"Então, o rei Pusiamitra equipou um exército, e, com a intenção de destruir o Budismo, foi para Kukkutarama. (…) Ali, Pusiamitra destruiu o sangharama, matou os monges e partiu.
Após algum tempo, ele voltou a Sakala e proclamou que daria uma recompensa de cem dinaras para quem quer que lhe trouxesse a cabeça de um monge budista.". Asokavadana, 133, trad. para o inglês John Strong.
Esses relatos são vistos por muitos historiadores seculares como exagerados.